# H.M.S. Fable
H.M.S. Fable é o terceiro álbum da banda  britânica, Shack, lançado em Junho de 1999 pela London Records. Foi o primeiro álbum da banda de sua nova formação após o interesse gerado pelo seu álbum anterior muitas vezes adiado Waterpistol e o álbum da banda The Strands.
O álbum foi colocado na 332ª posição na lista dos 500 melhores álbuns de todos os tempos feita pela NME. A obra também faz parte do livro 1001 Álbuns Para Ouvir Antes de Morrer de Robert Dimery. 

## Lista de faixas
1. Natalie's Party - 3:50
2. Comedy - 5:27
3. Pull Together - 3:30
4. Beautiful - 3:22
5. Lend's Some Dough - 3:51
6. Captain's Table - 4:14
7. Streets of Kenny - 3:52
8. Reinstated - 3:54
9. I Want You - 4:06
10. Cornish Town - 3:59
11. Since I Met You - 3:16
12. Daniella - 3:31

## Créditos
- Mick Head - vocais, guitarra acústica
- John Head - vocais, guitarra elétrica, órgão hammond
- Ren Parry - baixo
- Iain Templeton - bateria, percussão, backing vocals